# Dicranota (Amalopina) delectata
Dicranota (Amalopina) delectata is een tweevleugelige uit de familie Pediciidae. De soort komt voor in het Oriëntaals gebied.